# Khương Hữu Long
Khương Hữu Long  (1890 – 23 tháng 2 năm 1983) là bác sĩ và chính khách người Việt Nam, cựu Tổng trưởng Bộ Y tế và Xã hội Cộng hòa tự trị Nam Kỳ dưới thời nội các Nguyễn Văn Thinh.

## Tiểu sử

### Thân thế và học vấn
Khương Hữu Long sinh năm 1890 tại Thiềng Đức, Vĩnh Long, Nam Kỳ, Liên bang Đông Dương, là hậu duệ trực hệ của dòng họ Khương Hữu. Người anh thứ ba tên Khương Hữu Phi, vốn giàu có và thế lực, nhận thấy đứa em kế mình rất thông minh có khả năng học cao, ông tài trợ bằng cách tặng số tiền lên tới 5.000 piastre cho em ra Hà Nội tiếp tục học đại học ngành y.

### Sự nghiệp y khoa và chính trị
Sau khi học hết 4 năm Trường Y khoa Hà Nội, ông ra trường với chức danh bác sĩ rồi về làm việc cho một bệnh viện của Pháp tại Vĩnh long với tên gọi bác sĩ Pháp người Việt, theo sử liệu, ông là người khơi nguồn đầu tiên cho người Việt theo học ngành y tại Việt Nam. Vừa làm việc nơi bệnh viện, ông còn mở thêm một cơ sở y tế khám và trị bệnh, có phòng cho bệnh nhân nội trú bên bờ sông Long Hồ, thuộc phường 5, nằm giữa hai cầu Thiềng Đức và Cầu Kè. Có thể gọi đây là bệnh viện tư đầu tiên ở Vĩnh Long, đầy đủ uy tín được người dân các nơi xa đến trị bệnh dài ngày.
Theo yêu cầu của Cựu hoàng Bảo Đại cùng đồng nghiệp là bác sĩ Nguyễn Văn Thinh, ông gia nhập chính phủ Cộng hòa tự trị Nam Kỳ với chức danh Tổng trưởng Bộ Y tế, Lao động và Xã hội vào năm 1946. Sau khi phát hiện người Pháp không thành thật trao trả độc lập cho nhân dân Việt Nam, bác sĩ Thinh vì quá tuyệt vọng bèn treo cổ tự tử. Riêng ông cùng toàn thể thành viên nội các đệ đơn từ chức và chính phủ Cộng hòa tự trị Nam Kỳ đầu tiên bị giải thể sau một thời gian ngắn tồn tại.
Ngoài ra ông còn giảng dạy cho các chính trị gia đương thời như: Luật sư Trần Ngọc Liễng, Thủ tướng Trần Văn Hương cùng nhiều vị khác. Ông cũng chính là người đã dẫn Ngô Đình Diệm tới gặp Hồng y Cushing, rồi được vị này giới thiệu với Dwight D. Eisenhower và Thượng nghị sĩ John F. Kennedy. Việc giới thiệu và tư vấn này đã khiến chính phủ Pháp và Quốc trưởng Bảo Đại công nhận ông Diệm.

### Cuối đời
Ông vẫn tiếp tục hành nghề y đến tận năm 1970 mới nghỉ hưu tại bệnh viện cũng là nhà mình. Ông qua đời vào năm 1983, hưởng thọ 93 tuổi. Di hài được người thân chôn tại đất nhà, thuộc khu vực lộ cũ tại phường 5, gần khu nghĩa địa Triều Châu.

## Gia đình
Ông kết hôn với vợ tên là Nguyễn Thị Thạch (trú quán thuộc nội thành Huế). Họ có 5 người con, trong đó có hai người con được em trai ông là Khương Hữu Lân nhận làm con nuôi: Khương Hữu Thị Ngàn,  Khương Hữu Cân, Bác sĩ Khương Hữu Hỗ, Khương Hữu Hội, và Khương Hữu Thị Hiệp (vợ bác sĩ Hồ Trung Dũng).